# Wilhelm de Raet
Wilhelm de Raet (* um 1537 in ’s-Hertogenbosch in Brabant; † 1583 in der Toskana in Italien) war ein niederländischer Wasserbauingenieur und Baumeister in der italienischen Provinz Lucca und in Wolfenbüttel.

## Leben
Herzog Julius von Braunschweig-Lüneburg trat im Jahr 1574 an den zu dieser Zeit wohl in Antwerpen lebenden Wasserbaumeister Raet mit der Bitte heran, sich ihm als Berater für seine Schifffahrtsprojekte zur Verfügung zu stellen. Zu diesen gehörte unter anderem sein Wunsch, die Oker mit der Elbe zu verbinden. Des Weiteren wünschte der Herzog die Unterstützung Raets beim Ausbau der neuen Heinrichstadt in Wolfenbüttel. Raet hatte bereits ähnliche Baumaßnahmen in Spanien und Italien verwirklicht, so war er beispielsweise für die Trockenlegung einer 1600 ha großen Fläche an einem See bei Massaciuccoli in der Provinz Lucca verantwortlich, für die er eigens eine Vorrichtung entworfen hatte.
Als Raet im Spätsommer 1574 nach Wolfenbüttel kam, begann er mit dem Ausbau der Oker. Der Herzog bemühte sich vergeblich die Landesräte für die Finanzierung seiner Projekte zu gewinnen, daher schloss er mit Raet 1575 einen Vertrag, der diesen zum „Baumeister zu Wasser und zu Lande“ ernannte. Im Gegenzug verpflichtete sich der Ingenieur eine Gesellschaft zum Bau und Betrieb der geplanten Schifffahrt zwischen Harz und Nordsee zu gründen. Julius verfolgte damit den Plan, nach dem durch diese Maßnahme der Landesverkehr nach Wolfenbüttel umgeleitet werden sollte, um so die Stadt zu einer Handelsmetropole auszubauen. Raet und sein Nachfolger Hans Vredemann de Vries führten umfangreiche wasserbauliche Maßnahmen durch, um die Oker zu regulieren und schiffbar zu machen. Letztlich scheiterten die Pläne des Herzogs jedoch am Widerstand der Stadt Braunschweig und des Fürstentums Lüneburg, denen eine machtpolitische Stärkung Wolfenbüttels nicht recht war.
Es kam zu Beschwerden durch die Stadt Braunschweig, weil sie sich durch die 1571 gefassten Wasserbaupläne benachteiligt fühlte. Zunächst sahen diese vor, die Oker vom Harz über Wolfenbüttel bis nach Braunschweig schiffbar zu machen. Zudem sollte auch die im Elm entspringende Nette ausgebaut werden. Die Pläne wurden jedoch noch erweitert, um die Oker durch das Große Bruch an die Elbe anzubinden.
Dadurch fürchtete der Rat der Stadt Braunschweig, dass eine Verlagerung des Handels mit den Erzeugnissen aus dem Berg- und Hüttenwesen nach Magdeburg. Reat begann damit, den Plan Oker und Elbe unter Umgehung der ihrem Landesherrn feindlich gesinnten Stadt Braunschweig umzusetzen. Der geplante neue Wasserweg sollte eine Verbindung zwischen Antwerpen und Wolfenbüttel herstellen und eine Transportzeit von 18 bis 20 Tagen ermöglichen. Raet verfasste 1577 eine kleine Schrift, in der er die Vorteile der Okerschifffahrt hervorhob und dem Braunschweiger Rat Kurzsichtigkeit vorwarf. Das Vorhaben wurde trotz gegenteiliger Erlasse des Kaisers fortgeführt, so dass zumindest die Flößerei über Oker und Nette bis nach Wolfenbüttel möglich war. Der zunächst geplante Weiterbau durch die Braunschweiger Landwehr bis an die Stadtgrenze wurde hingegen aufgegeben. Stattdessen sollte die Oker nun über die Aue, die Erse und die Fuhse an die Aller angebunden werden. Diesem Ansinnen stellte sich jedoch Herzog Wilhelm von Lüneburg entgegen, so dass es nicht zur Verwirklichung kam.
Raet war zudem verpflichtet sich drei Monate im Jahr in Wolfenbüttel aufzuhalten. Er war verantwortlich für die Regulierung von Oker und Innerste südlich von Wolfenbüttel in Richtung auf den Harz, und bekannt für den Bau des Julius-Staus mit einer 10 m hohen und 57 m breiten Staumauer. Dadurch wurde es möglich, die Flößerei und Schifffahrt, insbesondere für den Transport von Baumaterialien, durch einen konstanten Wasserstand sicherzustellen.
Raet beteiligte sich auch am Ausbau der Verteidigungsanlagen der Residenz, die gemeinsam mit dem Baumeister Paul Francke modernisiert und ausgedehnt wurden. Dabei wurden italienische Elemente wie der Backsteinbau mit der neueren niederländischen Art der Verwendung ausgehobener Erde verbunden, was eine kostengünstige Variante darstellte.

## Werke (Auswahl)
- 1573: Errichtung des kleinen Julius-Staus im Harz
- 1574–1577: Regulierung von Oker und Innerste, sowie Erweiterung der Befestigungsanlagen von Wolfenbüttel
- 1578: Ein Windtreibwerk und ein Tretrad auf der Zeche „Silberne Schreibfeder“ (Wildemanns Fundgrube) auf Initiative des Herzogs Julius[5]
- nach 1577: Pläne zur Regulierung des Arno zwischen Florenz und dem Meer, Vertrag mit Franz I. (Zunächst auf eigene Kosten, Bezahlung nach Fertigstellung 60000 Scudi)[2]